# Кућа Зик
Кућа Зик (која се такође биљежи као Кућа Зика; средње персијски: зикан, у преводу Зикс; ново персијски: додмане зик, у преводу породица Зик) била је иранска племићка породица током партске и сасанидске владавине у Ирану. Кућа је била међанског порекла и била је сконцентрисана у Адурбадагану (модерни ирански Азербејџан)